# Schach-Weltcup 1988/89
Der Weltcup der Jahre 1988 und 1989 war eine Serie von Schach-Turnieren, die von der Großmeister-Vereinigung Grandmaster Association (GMA) ausgerichtet wurde. Die sechs Turniere fanden 1988 in Brüssel, Belfort und Reykjavík sowie 1989 in Barcelona, Rotterdam und Skellefteå statt. Aus den Turnierergebnissen wurde eine Grand-Prix-Wertung ermittelt. Gesamtsieger wurde Garri Kasparow vor Anatoli Karpow.

## Durchführung
Am Grand-Prix-Zyklus nahmen 25 Spieler teil: Ulf Andersson, Alexander Beliavsky, Jaan Ehlvest, Jóhann Hjartarson, Robert Hübner, Artur Jussupow, Anatoli Karpow, Garri Kasparow, Viktor Kortschnoi, Ljubomir Ljubojević, Predrag Nikolić, Jesús Nogueiras, John Nunn, Lajos Portisch, Zoltán Ribli, Waleri Salow, Gyula Sax, Yasser Seirawan, Nigel Short, Andreï Sokolov, Boris Spasski, Jonathan Speelman, Michail Tal, Jan Timman und Rafael Vaganian. Jeder dieser Spieler konnte in vier der sechs Turniere antreten. 
Ein Hauptsponsor war das Telekommunikationsunternehmen SWIFT. An einigen der Turniere nahm jeweils ein zusätzlicher Meisterspieler als Vertreter des Gastgebers teil. Die Punkte gegen diese Spieler flossen nicht in die Grand-Prix-Wertung ein.

## Turniere

### Brüssel
|     | Name                | Elo  | 1 | 2 | 3 | 4 | 5 | 6 | 7 | 8 | 9 | 10 | 11 | 12 | 13 | 14 | 15 | 16 | 17 |    |
| --- | ------------------- | ---- | - | - | - | - | - | - | - | - | - | -- | -- | -- | -- | -- | -- | -- | -- | -- |
| 1.  | Anatoli Karpow      | 2715 | * | ½ | 0 | 1 | ½ | ½ | ½ | 1 | 1 | ½  | ½  | ½  | 1  | 1  | 1  | ½  | 1  | 11 |
| 2.  | Waleri Salow        | 2595 | ½ | * | 1 | 1 | ½ | ½ | ½ | ½ | ½ | ½  | ½  | 1  | ½  | ½  | ½  | ½  | 1  | 10 |
| 3.  | Alexander Beliavsky | 2630 | 1 | 0 | * | ½ | 0 | ½ | ½ | ½ | ½ | 1  | ½  | 1  | ½  | 1  | ½  | ½  | 1  | 9  |
| 4.  | Ljubomir Ljubojević | 2610 | 0 | 0 | ½ | * | 1 | 1 | ½ | ½ | 1 | ½  | ½  | 1  | 1  | ½  | ½  | ½  | ½  | 9½ |
| 5.  | John Nunn           | 2650 | ½ | ½ | 1 | 0 | * | ½ | ½ | ½ | ½ | 1  | ½  | ½  | ½  | ½  | ½  | 1  | 1  | 9½ |
| 6.  | Lajos Portisch      | 2600 | ½ | ½ | 0 | 1 | ½ | * | 1 | ½ | ½ | ½  | ½  | ½  | ½  | 1  | ½  | ½  | ½  | 9  |
| 7.  | Ulf Andersson       | 2605 | ½ | ½ | ½ | 0 | ½ | 0 | * | ½ | ½ | ½  | ½  | ½  | ½  | ½  | ½  | 1  | 1  | 9  |
| 8.  | Jonathan Speelman   | 2610 | 1 | ½ | 0 | ½ | 0 | ½ | ½ | * | 0 | ½  | ½  | ½  | ½  | ½  | ½  | 1  | ½  | 8½ |
| 9.  | Andreï Sokolov      | 2600 | ½ | 0 | 1 | ½ | 0 | ½ | ½ | 1 | * | ½  | ½  | ½  | ½  | 0  | ½  | 0  | 1  | 8  |
| 10. | Michail Tal         | 2625 | ½ | ½ | ½ | 0 | 0 | ½ | ½ | ½ | ½ | *  | ½  | 1  | ½  | ½  | ½  | ½  | ½  | 7½ |
| 11. | Predrag Nikolić     | 2580 | ½ | ½ | ½ | ½ | ½ | 0 | ½ | ½ | 0 | ½  | *  | ½  | ½  | 0  | 1  | ½  | 1  | 7½ |
| 12. | Yasser Seirawan     | 2640 | ½ | 0 | 0 | 0 | ½ | ½ | 0 | ½ | ½ | 1  | ½  | *  | ½  | ½  | 1  | ½  | 1  | 7½ |
| 13. | Jan Timman          | 2640 | 0 | ½ | ½ | 0 | ½ | 0 | ½ | ½ | ½ | 1  | ½  | ½  | *  | ½  | 0  | 1  | 1  | 7½ |
| 14. | Jesús Nogueiras     | 2615 | ½ | 0 | 1 | 0 | 1 | 0 | ½ | ½ | 1 | ½  | ½  | 0  | ½  | *  | 0  | ½  | 0  | 7  |
| 15. | Viktor Kortschnoi   | 2610 | 0 | ½ | ½ | ½ | ½ | ½ | 0 | 0 | ½ | ½  | 0  | 0  | 1  | 1  | *  | 0  | 1  | 6½ |
| 16. | Gyula Sax           | 2525 | ½ | ½ | ½ | ½ | 0 | 0 | ½ | 1 | 0 | 0  | ½  | ½  | 0  | ½  | 1  | *  | 0  | 6  |
| 17. | Luc Winants         | 2575 | 0 | 0 | 0 | ½ | 0 | 0 | ½ | 0 | 0 | ½  | 0  | 0  | 0  | 0  | 0  | 1  | *  | 2½ |

Das erste Welt-Cup-Turnier wurde im April 1988 ausgetragen. Als Gast war der ehemalige Weltmeister Michail Botwinnik geladen worden, der an der Eröffnungs- und Schlussfeier teilnahm. Die Auslosung geschah unter Verwendung einer Voliere mit 18 Brieftauben und von 18 Hufeisen. Jede Taube trug einen Zettel mit dem Namen eines Teilnehmers. Mithilfe der Tauben wurden die Teilnehmer nacheinander aufgerufen und wählten dann eines der verbliebenen Hufeisen aus, worin sich die Startnummer befand. Im Rahmenprogramm des Turnieres wurde auf dem Grand-Place eine Lebendschachpartie aufgeführt, in der sich Weltmeister Garri Kasparow und Timman nach 20 Zügen Remis trennten.
Der Vertreter des lokalen Veranstalters war Luc Winants. Rafael Waganjan musste nach vier Runden zurücktreten, da er vom Tode seines jüngeren Bruders erfahren hatte und daher in seine Heimatstadt Jerewan reiste. Waganjans bisher erzielten Resultate, vier Remispartien gegen Tal, Portisch, Beliavsky und Timman wurden nicht gewertet. Zum Ausgleich erhielten die Teilnehmer des Turnieres mit Ausnahme von Winants für die Grand-Prix-Wertung einen zusätzlichen halben Punkt gutgeschrieben.
Die Partien Kortschnoi - Timman 1:0, Grünfeld-Indisch bzw. Sokolov - Portisch 1:0, Geschlossene Verteidigung der Spanischen Partie wurden von einer Expertenjury zur dritt- bzw. neuntbesten des Schachinformator 45 gewählt.

### Belfort
|     | Name                | Elo  | 1 | 2 | 3 | 4 | 5 | 6 | 7 | 8 | 9 | 10 | 11 | 12 | 13 | 14 | 15 | 16 |     |
| --- | ------------------- | ---- | - | - | - | - | - | - | - | - | - | -- | -- | -- | -- | -- | -- | -- | --- |
| 1.  | Garri Kasparow      | 2750 | * | 0 | 1 | ½ | ½ | 1 | ½ | 1 | ½ | 1  | 1  | 1  | 1  | ½  | 1  | 1  | 11½ |
| 2.  | Anatoli Karpow      | 2715 | 1 | * | 1 | ½ | ½ | 0 | 1 | ½ | ½ | ½  | 1  | ½  | 1  | 1  | 1  | ½  | 10½ |
| 3.  | Jaan Ehlvest        | 2585 | 0 | 0 | * | ½ | ½ | ½ | ½ | ½ | 1 | 1  | 1  | ½  | ½  | 1  | 1  | ½  | 9   |
| 4.  | Robert Hübner       | 2595 | ½ | ½ | ½ | * | ½ | ½ | ½ | ½ | ½ | ½  | ½  | 0  | 1  | ½  | 1  | ½  | 8   |
| 5.  | Zoltán Ribli        | 2620 | ½ | ½ | ½ | ½ | * | ½ | ½ | ½ | 1 | ½  | ½  | ½  | ½  | ½  | ½  | ½  | 8   |
| 6.  | Andreï Sokolov      | 2595 | 0 | 1 | ½ | ½ | ½ | * | ½ | ½ | ½ | ½  | ½  | 1  | 0  | ½  | 1  | ½  | 8   |
| 7.  | Boris Spasski       | 2565 | ½ | 0 | ½ | ½ | ½ | ½ | * | ½ | ½ | ½  | ½  | ½  | ½  | 1  | ½  | 1  | 8   |
| 8.  | Nigel Short         | 2630 | 0 | ½ | ½ | ½ | ½ | ½ | ½ | * | ½ | ½  | ½  | 1  | ½  | 0  | ½  | 1  | 7½  |
| 9.  | Jonathan Speelman   | 2625 | ½ | ½ | 0 | ½ | 0 | ½ | ½ | ½ | * | ½  | ½  | ½  | ½  | ½  | 1  | ½  | 7   |
| 10. | Ulf Andersson       | 2605 | 0 | ½ | 0 | ½ | ½ | ½ | ½ | ½ | ½ | *  | ½  | ½  | ½  | 0  | 1  | ½  | 6½  |
| 11. | Alexander Beliavsky | 2645 | 0 | 0 | 0 | ½ | ½ | ½ | ½ | ½ | ½ | ½  | *  | ½  | ½  | 1  | 0  | 1  | 6½  |
| 12. | Ljubomir Ljubojević | 2610 | 0 | ½ | ½ | 1 | ½ | 0 | ½ | 0 | ½ | ½  | ½  | *  | ½  | ½  | ½  | ½  | 6½  |
| 13. | Jesús Nogueiras     | 2560 | 0 | 0 | ½ | 0 | ½ | 1 | ½ | ½ | ½ | ½  | ½  | ½  | *  | 1  | 0  | ½  | 6½  |
| 14. | Jóhann Hjartarson   | 2595 | ½ | 0 | 0 | ½ | ½ | ½ | 0 | 1 | ½ | 1  | 0  | ½  | 0  | *  | 0  | ½  | 5½  |
| 15. | Jan Timman          | 2675 | 0 | 0 | 0 | 0 | ½ | 0 | ½ | ½ | 0 | 0  | 1  | ½  | 1  | 1  | *  | ½  | 5½  |
| 16. | Artur Jussupow      | 2620 | 0 | ½ | ½ | ½ | ½ | ½ | 0 | 0 | ½ | ½  | 0  | ½  | ½  | ½  | ½  | *  | 5½  |

Das Turnier sollte zunächst in Bilbao stattfinden. Da die Stadt die geforderten Finanzmittel aber nicht bereitstellen wollte, wurde die Veranstaltung nach Belfort verlegt. Sie fand vom 12. Juni 1988 bis 4. Juli 1988 statt. Der erste Preis betrug 20.000 US-Dollar. Zwei Runden vor Turnierende führte Kasparow mit zwei Punkten Vorsprung vor Karpow und stand als Turniersieger fest. In dieser Situation konnte Karpow in der 13. Runde mit Weiß gegen Kasparow in einer Variante der Grünfeld-Indischen Verteidigung gewinnen, die beide zuvor bereits mehrfach bei der Schachweltmeisterschaft 1987 in Sevilla und beim Euwe-Gedenkturnier 1988 in Amsterdam gespielt hatten. Diese Partie wurde zur Besten des Schachinformator 45 gewählt. Die Zeitschrift zeichnete zudem die Gewinnpartien Kasparows mit Schwarz gegen Beliavsky in der Grünfeld-Indischen Verteidigung, mit Weiß gegen Sokolov im Flohr-Mikenas-System der Englischen Eröffnung bzw. mit Weiß gegen Andersson in der Abtauschvariante des Damengambits als viert-, fünft- bzw. siebentbeste aus. Der Sieg von Nogueiras mit Schwarz gegen Hjartarson in der Winawer-Variante der Französischen Verteidigung wurde zur achtbesten Partie gewählt.

### Reykjavík
|     | Name                | Elo  | 1 | 2 | 3 | 4 | 5 | 6 | 7 | 8 | 9 | 10 | 11 | 12 | 13 | 14 | 15 | 16 | 17 | 18 |     |
| --- | ------------------- | ---- | - | - | - | - | - | - | - | - | - | -- | -- | -- | -- | -- | -- | -- | -- | -- | --- |
| 1.  | Garri Kasparow      | 2760 | * | ½ | ½ | 1 | 1 | ½ | 1 | 1 | ½ | ½  | 1  | 0  | ½  | ½  | ½  | ½  | 1  | ½  | 11  |
| 2.  | Alexander Beliavsky | 2665 | ½ | * | 1 | ½ | ½ | 0 | ½ | ½ | 1 | ½  | ½  | ½  | 1  | ½  | 1  | 0  | ½  | 1  | 10½ |
| 3.  | Michail Tal         | 2610 | ½ | 0 | * | ½ | ½ | ½ | ½ | 1 | ½ | 1  | ½  | ½  | ½  | 1  | 1  | ½  | ½  | ½  | 10  |
| 4.  | Jóhann Hjartarson   | 2610 | 0 | ½ | ½ | * | ½ | ½ | ½ | 1 | ½ | ½  | ½  | 0  | 1  | ½  | 0  | 1  | 1  | 1  | 9½  |
| 5.  | Jaan Ehlvest        | 2580 | 0 | 0 | ½ | ½ | * | ½ | 0 | 1 | ½ | 1  | ½  | ½  | 1  | ½  | ½  | 1  | ½  | 1  | 9½  |
| 6.  | Artur Jussupow      | 2620 | ½ | 1 | ½ | ½ | ½ | * | ½ | ½ | ½ | ½  | ½  | ½  | 0  | ½  | ½  | 1  | ½  | ½  | 9   |
| 7.  | Guyla Sax           | 2600 | 0 | ½ | ½ | ½ | 1 | ½ | * | ½ | ½ | ½  | ½  | 1  | ½  | ½  | 0  | ½  | 1  | ½  | 9   |
| 8.  | Jan Timman          | 2660 | 0 | ½ | 0 | 0 | 0 | ½ | ½ | * | ½ | ½  | 1  | 1  | 1  | ½  | ½  | ½  | 1  | 1  | 9   |
| 9.  | John Nunn           | 2620 | ½ | 0 | ½ | ½ | ½ | ½ | ½ | ½ | * | ½  | ½  | ½  | ½  | ½  | 1  | ½  | 1  | 0  | 8½  |
| 10. | Jonathan Speelman   | 2645 | ½ | ½ | 0 | ½ | 0 | ½ | ½ | ½ | ½ | *  | ½  | ½  | ½  | 1  | ½  | ½  | 1  | ½  | 8½  |
| 11. | Ulf Andersson       | 2625 | 0 | ½ | ½ | ½ | ½ | ½ | ½ | 0 | ½ | ½  | *  | 1  | ½  | ½  | ½  | ½  | ½  | 1  | 8½  |
| 12. | Andreï Sokolov      | 2600 | 1 | ½ | ½ | 1 | ½ | ½ | 0 | 0 | ½ | ½  | 0  | *  | 0  | ½  | ½  | ½  | ½  | 1  | 8   |
| 13. | Predrag Nikolić     | 2585 | ½ | 0 | ½ | 0 | 0 | 1 | ½ | 0 | ½ | ½  | ½  | 1  | *  | ½  | ½  | ½  | 1  | ½  | 8   |
| 14. | Zoltán Ribli        | 2630 | ½ | ½ | 0 | ½ | ½ | ½ | ½ | ½ | ½ | 0  | ½  | ½  | ½  | *  | ½  | ½  | 0  | 1  | 7½  |
| 15. | Lajos Portisch      | 2630 | ½ | 0 | 0 | 1 | ½ | ½ | 1 | ½ | 0 | ½  | ½  | ½  | ½  | ½  | *  | ½  | 0  | 0  | 7   |
| 16. | Boris Spasski       | 2560 | ½ | 1 | ½ | 0 | 0 | 0 | ½ | ½ | ½ | ½  | ½  | ½  | ½  | ½  | ½  | *  | ½  | 0  | 7   |
| 17. | Viktor Kortschnoi   | 2595 | 0 | ½ | ½ | 0 | ½ | ½ | 0 | 0 | 0 | 0  | ½  | ½  | 0  | 1  | 1  | ½  | *  | 1  | 6½  |
| 18. | Margeir Pétursson   | 2530 | ½ | 0 | ½ | 0 | 0 | ½ | 0 | 1 | ½ | 0  | 0  | ½  | ½  | 0  | 1  | 1  | 0  | *  | 6   |

Das Turnier fand im Stadttheater von Reykjavík statt. Kasparow verlor in der siebenten Runde mit Schwarz gegen Sokolov. Beliavsky verpasste den Turniersieg durch eine Niederlage in der Schlussrunde gegen Spasski. Vertreter des ausrichtenden Gastlandes Island war Großmeister Margeir Pétursson. Die Partie von Hjartarson gegen Kasparow sorgte für einen Besuch von ca. 700 Zuschauern. Als sechstbeste Partie des Schachinformator 46 wurde Tals Sieg mit Weiß gegen Speelman in der Pirc-Verteidigung gewählt.

### Barcelona
|     | Name                    | Elo  | 1 | 2 | 3 | 4 | 5 | 6 | 7 | 8 | 9 | 10 | 11 | 12 | 13 | 14 | 15 | 16 | 17 |    |
| --- | ----------------------- | ---- | - | - | - | - | - | - | - | - | - | -- | -- | -- | -- | -- | -- | -- | -- | -- |
| 1.  | Garri Kasparow          | 2775 | * | ½ | 1 | 1 | 1 | ½ | ½ | 0 | ½ | ½  | 1  | 1  | 1  | ½  | ½  | 1  | ½  | 11 |
| 2.  | Ljubomir Ljubojević     | 2580 | ½ | * | ½ | ½ | ½ | ½ | ½ | ½ | 1 | ½  | ½  | 1  | 1  | 1  | 1  | ½  | 1  | 11 |
| 3.  | Waleri Salow            | 2630 | 0 | ½ | * | ½ | 1 | 1 | ½ | 1 | 0 | ½  | ½  | ½  | 1  | 0  | 1  | 1  | 1  | 10 |
| 4.  | Viktor Kortschnoi       | 2610 | 0 | ½ | ½ | * | ½ | 0 | 1 | ½ | ½ | 1  | ½  | 1  | 1  | 1  | 1  | 0  | ½  | 9½ |
| 5.  | Nigel Short             | 2650 | 0 | ½ | 0 | ½ | * | ½ | ½ | 1 | 1 | 1  | ½  | ½  | 0  | 0  | 1  | 1  | 1  | 9  |
| 6.  | Robert Hübner           | 2600 | ½ | ½ | 0 | 1 | ½ | * | 1 | ½ | ½ | ½  | ½  | ½  | ½  | 1  | ½  | ½  | ½  | 9  |
| 7.  | Predrag Nikolić         | 2605 | ½ | ½ | ½ | 0 | ½ | 0 | * | ½ | ½ | ½  | ½  | ½  | ½  | ½  | ½  | 1  | 1  | 8  |
| 8.  | Artur Jussupow          | 2610 | 1 | ½ | 0 | ½ | 0 | ½ | ½ | * | 0 | ½  | ½  | ½  | ½  | ½  | ½  | 1  | ½  | 7½ |
| 9.  | Rafael Waganjan         | 2600 | ½ | 0 | 1 | ½ | 0 | ½ | ½ | 1 | * | ½  | ½  | ½  | ½  | 0  | ½  | 0  | 1  | 7½ |
| 10. | Zoltán Ribli            | 2625 | ½ | ½ | ½ | 0 | 0 | ½ | ½ | ½ | ½ | *  | ½  | 1  | ½  | ½  | ½  | ½  | ½  | 7½ |
| 11. | Boris Spassky           | 2580 | 0 | ½ | ½ | ½ | ½ | ½ | ½ | ½ | ½ | ½  | *  | 0  | ½  | ½  | ½  | 1  | ½  | 7½ |
| 12. | Alexander Beliavsky     | 2640 | 0 | 0 | ½ | 0 | ½ | ½ | ½ | ½ | ½ | 0  | 1  | *  | 1  | 1  | 1  | ½  | 0  | 7½ |
| 13. | Jonathan Speelman       | 2640 | 0 | 0 | 0 | 0 | 1 | ½ | ½ | ½ | ½ | ½  | ½  | 0  | *  | ½  | ½  | 1  | 1  | 7  |
| 14. | Jóhann Hjartarson       | 2615 | ½ | 0 | 1 | 0 | 1 | 0 | ½ | ½ | 1 | ½  | ½  | 0  | ½  | *  | 0  | ½  | 0  | 6½ |
| 15. | Yasser Seirawan         | 2610 | ½ | 0 | 0 | 0 | 0 | ½ | ½ | ½ | ½ | ½  | ½  | 0  | ½  | 1  | *  | ½  | 1  | 6½ |
| 16. | Miguel Illescas Córdoba | 2525 | 0 | ½ | 0 | 1 | 0 | ½ | 0 | 0 | 1 | ½  | 0  | ½  | 0  | ½  | ½  | *  | ½  | 5½ |
| 17. | Jesús Nogueiras         | 2575 | ½ | 0 | 0 | ½ | 0 | ½ | 0 | ½ | 0 | ½  | ½  | 1  | 0  | 1  | 0  | ½  | *  | 5½ |

Das Turnier fand vom 29. März bis 22. April 1989 statt. 
Kasparow hatte in der dritten Runde mit Schwarz gegen Jussupow in der Königsindischen Verteidigung verloren, und Ljubojević führte bis zur Schlussrunde. Dann konnte Kasparow allerdings durch einen Sieg gegen Spasski mit Weiß in der Abtauschvariante des Damengambits zu Ljubojević aufschließen. Vertreter des Gastlandes Spanien war Miguel Illescas Córdoba. Aus dem Turnier wurden Kasparows Weißsiege gegen Salow in der Englischen Eröffnung, gegen Speelman in der Modernen Verteidigung bzw. gegen Short in der Englischen Eröffnung zur Besten, drittbesten bzw. zehntbesten Partie des Schachinformator 47 gewählt.

### Rotterdam
|     | Name                | Elo  | 1 | 2 | 3 | 4 | 5 | 6 | 7 | 8 | 9 | 10 | 11 | 12 | 13 | 14 | 15 | 16 |     |
| --- | ------------------- | ---- | - | - | - | - | - | - | - | - | - | -- | -- | -- | -- | -- | -- | -- | --- |
| 1.  | Jan Timman          | 2610 | * | 0 | ½ | 1 | ½ | 1 | ½ | 1 | 1 | 1  | ½  | 1  | ½  | ½  | ½  | 1  | 10½ |
| 2.  | Anatoli Karpow      | 2750 | 1 | * | ½ | 0 | ½ | 0 | ½ | ½ | ½ | 1  | 1  | 1  | 1  | 0  | 1  | 1  | 9½  |
| 3.  | Rafael Waganjan     | 2600 | ½ | ½ | * | ½ | 1 | ½ | ½ | ½ | ½ | 1  | 0  | 1  | 1  | ½  | ½  | ½  | 9   |
| 4.  | John Nunn           | 2620 | 0 | 1 | ½ | * | ½ | ½ | ½ | ½ | ½ | ½  | ½  | ½  | ½  | 1  | ½  | 1  | 8½  |
| 5.  | John van der Wiel   | 2560 | ½ | ½ | 0 | ½ | * | 0 | 1 | ½ | 1 | ½  | ½  | ½  | ½  | ½  | 1  | ½  | 8   |
| 6.  | Waleri Salow        | 2630 | 0 | 1 | ½ | ½ | 1 | * | 0 | ½ | 1 | 0  | 1  | ½  | 0  | ½  | ½  | 1  | 8   |
| 7.  | Jaan Ehlvest        | 2600 | ½ | ½ | ½ | ½ | 0 | 1 | * | ½ | 0 | ½  | 1  | 0  | ½  | 1  | ½  | 1  | 8   |
| 8.  | Andreï Sokolov      | 2605 | 0 | ½ | ½ | ½ | ½ | ½ | ½ | * | 0 | ½  | ½  | ½  | 1  | ½  | 1  | 1  | 8   |
| 9.  | Nigel Short         | 2650 | 0 | ½ | ½ | ½ | 0 | 0 | 1 | 1 | * | 1  | ½  | 0  | 1  | ½  | ½  | ½  | 7½  |
| 10. | Yasser Seirawan     | 2610 | 0 | 0 | 0 | ½ | ½ | 1 | ½ | ½ | 0 | *  | ½  | ½  | ½  | 1  | 1  | ½  | 7   |
| 11. | Guyla Sax           | 2610 | ½ | 0 | 1 | ½ | ½ | 0 | 0 | ½ | ½ | ½  | *  | ½  | ½  | ½  | ½  | ½  | 6½  |
| 12. | Jesús Nogueiras     | 2575 | 0 | 0 | 0 | ½ | ½ | ½ | 1 | ½ | 1 | ½  | ½  | *  | ½  | ½  | 0  | ½  | 6½  |
| 13. | Artur Jussupow      | 2610 | ½ | 0 | 0 | ½ | ½ | 1 | ½ | 0 | 0 | ½  | ½  | ½  | *  | 1  | ½  | ½  | 6½  |
| 14. | Ljubomir Ljubojević | 2580 | ½ | 1 | ½ | 0 | ½ | ½ | 0 | ½ | ½ | 0  | ½  | ½  | 0  | *  | ½  | ½  | 6   |
| 15. | Lajos Portisch      | 2610 | ½ | 0 | ½ | ½ | 0 | ½ | ½ | 0 | ½ | 0  | ½  | 1  | ½  | ½  | *  | ½  | 6   |
| 16. | Jóhann Hjartarson   | 2615 | 0 | 0 | ½ | 0 | ½ | 0 | 0 | 0 | ½ | ½  | ½  | ½  | ½  | ½  | ½  | *  | 4½  |

Anatoli Karpow führte im Turnier mit 9½ Punkten aus 12 Partien vor Timman mit 8½ Punkten aus 13 Partien. Zum Schluss allerdings verlor Karpov dreimal in Folge, während Timman zweimal gewann und Turniersieger wurde. Der Vertreter des Gastlandes Niederlande war John van der Wiel, der einen überraschend guten 5. Platz belegte.

### Skellefteå
|     | Name              | Elo  | 1 | 2 | 3 | 4 | 5 | 6 | 7 | 8 | 9 | 10 | 11 | 12 | 13 | 14 | 15 | 16 |    |
| --- | ----------------- | ---- | - | - | - | - | - | - | - | - | - | -- | -- | -- | -- | -- | -- | -- | -- |
| 1.  | Anatoli Karpow    | 2755 | * | ½ | ½ | 1 | ½ | ½ | ½ | 1 | ½ | ½  | ½  | ½  | 1  | ½  | 1  | ½  | 9½ |
| 2.  | Garri Kasparow    | 2775 | ½ | * | 1 | ½ | 1 | ½ | ½ | ½ | ½ | ½  | ½  | ½  | ½  | 1  | ½  | 1  | 9½ |
| 3.  | Lajos Portisch    | 2600 | ½ | 0 | * | ½ | ½ | 1 | 1 | ½ | 0 | ½  | 1  | ½  | 1  | 1  | 0  | ½  | 8½ |
| 4.  | Yasser Seirawan   | 2585 | 0 | ½ | ½ | * | ½ | ½ | ½ | 1 | ½ | 1  | ½  | ½  | ½  | 1  | ½  | ½  | 8½ |
| 5.  | Nigel Short       | 2660 | ½ | 0 | ½ | ½ | * | 1 | ½ | ½ | ½ | 0  | ½  | 1  | ½  | ½  | 1  | 1  | 8½ |
| 6.  | Waleri Salow      | 2645 | ½ | ½ | 0 | ½ | 0 | * | 1 | ½ | ½ | ½  | ½  | ½  | 1  | 1  | 1  | 0  | 8  |
| 7.  | Guyla Sax         | 2580 | ½ | ½ | 0 | ½ | ½ | 0 | * | ½ | 1 | ½  | ½  | ½  | 1  | 1  | ½  | ½  | 8  |
| 8.  | Ulf Andersson     | 2635 | 0 | ½ | ½ | 0 | ½ | ½ | ½ | * | 1 | ½  | ½  | ½  | ½  | ½  | ½  | 1  | 7½ |
| 9.  | John Nunn         | 2575 | ½ | ½ | 1 | ½ | ½ | ½ | 0 | 0 | * | 0  | ½  | ½  | 1  | ½  | ½  | 1  | 7½ |
| 10. | Robert Hübner     | 2600 | ½ | ½ | ½ | 0 | 1 | ½ | ½ | ½ | 1 | *  | ½  | ½  | 0  | 0  | ½  | ½  | 7  |
| 11. | Zoltán Ribli      | 2605 | ½ | ½ | 0 | ½ | ½ | ½ | ½ | ½ | ½ | ½  | *  | ½  | ½  | ½  | ½  | ½  | 7  |
| 12. | Michail Tal       | 2585 | ½ | ½ | ½ | ½ | 0 | ½ | ½ | ½ | ½ | ½  | ½  | *  | ½  | ½  | ½  | ½  | 7  |
| 13. | Jaan Ehlvest      | 2620 | 0 | ½ | 0 | ½ | ½ | 0 | 0 | ½ | 0 | 1  | ½  | ½  | *  | 1  | ½  | 1  | 6½ |
| 14. | Viktor Kortschnoi | 2655 | ½ | 0 | 0 | 0 | ½ | 0 | 0 | ½ | ½ | 1  | ½  | ½  | 0  | *  | 1  | 1  | 6  |
| 15. | Predrag Nikolić   | 2600 | 0 | ½ | 1 | ½ | 0 | 0 | ½ | ½ | ½ | ½  | ½  | ½  | ½  | 0  | *  | ½  | 6  |
| 16. | Rafael Waganjan   | 2585 | ½ | 0 | ½ | ½ | 0 | 1 | ½ | 0 | 0 | ½  | ½  | ½  | 0  | 0  | ½  | *  | 5  |

Das Turnier fand vom 11. August 1989 bis zum 3. September 1989 statt. Der Sieg von Nunn mit Schwarz gegen Portisch in der Königsindischen Verteidigung bzw. der Sieg von Kasparow gegen Waganjan mit Weiß in der Englischen Symmetrievariante wurden zur zweit- bzw. zehntbesten des Schachinformator 48 gewählt.

## Grand-Prix
|     | Name                | Punkte |
| --- | ------------------- | ------ |
| 1.  | Garri Kasparow      | 83     |
| 2.  | Anatoli Karpow      | 81     |
| 3.  | Waleri Salow        | 68½    |
| 4.  | Jaan Ehlvest        | 68     |
| 5.  | Ljubomir Ljubojević | 66½    |
| 6.  | John Nunn           | 65½    |
| 7.  | Alexander Beliavsky | 63½    |
| 8.  | Nigel Short         | 63½    |
| 9.  | Jan Timman          | 57½    |
| 10. | Robert Hübner       | 57½    |
| 11. | Andreï Sokolov      | 57     |
| 12. | Lajos Portisch      | 56     |
| 13. | Michail Tal         | 55½    |
| 14. | Guyla Sax           | 54     |
| 15. | Ulf Andersson       | 53½    |
| 16. | Yassir Seirawan     | 52½    |
| 17. | Zoltán Ribli        | 52     |
| 18. | Jonathan Speelman   | 51     |
| 19. | Rafael Waganian     | 49½    |
| 20. | Artur Jussupow      | 47½    |
| 21. | Boris Spasski       | 45½    |
| 22. | Predrag Nikolić     | 43     |
| 23. | Viktor Kortschnoi   | 42     |
| 24. | Jóhann Hjartarson   | 40     |
| 25. | Jesús Nogueiras     | 37     |

Die Punktzahl eines Spielers ergibt sich aus den drei besten Turnierergebnissen sowie aus zusätzlichen Weltcuppunkten für erreichte Turnierplatzierungen. Der erste Preis im Grand-Prix betrug 100.000 US-Dollar.